# Inna Hermanyivna Bohoszlovszka
Inna Hermanyivna Bohoszlovszka (ukránul: Богословська Інна Германівна; Harkov, 1960. augusztus 5. –) ukrán jogász, vállalkozó és politikus. A Vicse párt elnöke. 2009-ig a Régiók Pártja parlamenti képviselője volt. 2009 májusában kilépett a Régiók Pártjából, majd júniusban kizárták a párt frakciójából. Ezt követően ismét ő lett a Vicse elnöke.
Bohoszlovszka indult a 2010-es ukrajnai elnökválasztáson. Kampányát főként Julija Timosenko miniszterelnök bírálatára alapozta. Támogatottsága elenyésző volt, mindössze 0,41%-os eredményt ért el.

## Élete

### Szakmai karrierje és társadalmi tevékenysége
Anyja jogász, apja pedig katonatiszt volt, aki később középiskolai tanárként dolgozott. A Harkovi Jogi Főiskolán (ma: Bölcs Jaroszláv Nemzeti Jogi Akadémia) végzett 1982-ben. Még ugyanabban az évben kezdett el dolgozni a Harkivi terület ügyvédi munkaközösségében. Ügyvédként polgári peres és büntetőügyekkel is foglalkozott. Első perét 22 évesen nyerte.
Aspirantúráját 1989-ben kezdte el a Szovjet Tudományos Akadémia Állam- és Jogtudományi Intézetében. 1990-ben felajánlottak számára egy amerikai ösztöndíjat, de visszautasította az intézet vezetésével fennálló nézeteltérései miatt.
Harkivban ő alapította meg az első ügyvédi irodák egyikét, majd 1994-ben nemzetközi könyvvizsgáló céget (Juridicsna mizsnarodna szluzsba) hozott létre. Időközben gazdasági, könyvvizsgálói és könyvelői tanfolyamokat is elvégzett. Később létrehozta a Prudensz nevű céget, mely jogi és gazdasági tanácsadással foglalkozik, a BDO International nemzetközi tanácsadó cég partnercégévé vált.
1991 óta tagja az Ukrajnai Jogászok Szövetségének, 1997-ben a szervezeti harkivi területi szervezete elnökének, valamint az országos szervezet alelnökének választották meg. 2003-tól a szövetség harkivi szervezetének a tiszteletbeli elnöke. Ugyancsak tagja az Ukrán Könyvvizsgálók Szövetségének. A harkivi RodDom Klub kulturális társadalmi szervezet elnöke.

### Politikai karrierje
Bohoszlovszka 1998-tól vesz részt az ukrajnai országos politikában. A Harkivi területen, a 169. sz. egyéni választókerületben jutott be az Ukrán Legfelsőbb Tanácsba, melynek mandátuma 2002-es lejáratáig volt a tagja. Parlamenti képviselőként a pénzügyi és banki tevékenységért felelős bizottság tagja volt, majd 2000 januárjában a legfelsőbb Tanács költségvetési bizottságának alelnöke lett. Képviselőként az ukrán Alkotmányos Demokrata Párthoz csatlakozott, 2001-től a párt elnöke volt.
2003 januárjában megalapította a Vicse Ukrajini társadalmi szervezetet. Áprilisban kormányzati tisztséget vállalat, a gazdaságszabályozásért felelős és a vállalkozói tevékenységet felügyelő állami bizottság vezetőjévé nevezték ki. Posztjáról a kormány gazdaságpolitikájával való egyet nem értése miatt 2004 januárjában lemondott. 2004 áprilisában a Legfelsőbb Tanács elnöke mellett működő társadalmi-politikai tanácsadó testület tagja lett.
Az Alkotmányos Demokrata Párt 2005. szeptemberi VII. kongresszusán a küldöttek döntése alapján a pártot átnevezték, új neve Vicse lett, és Bohoszlovszkát választották meg pártelnöknek.
A Vicse párt Bohoszlovszka vezetésével indult a 2006-os, tisztán pártlistás alapon megrendezett parlamenti választáson. A párt 44 912 szavazattal 1,74%-os eredményt ért el, így nem lépte át a parlamentbe jutáshoz szükséges 3%-ot és Bohoszlovszka sem szerzett parlamenti mandátumot.
A 2007-es időközi parlamenti választáson Viktor Janukovics, a Régiók Pártja elnöke együttműködést és listás helyet ajánlott a Vicsének és Bohoszlovszkának. Janukovics ajánlatát a Vicse támogatta, így Bohoszlovszka párton kívüliként a Régiók Pártja listájának negyedik helyéről jutott be a Legfelsőbb Tanácsba. Bohoszlovszka helyett pedig Ihor Gyidkovszkijt választották meg a Vicse elnökének. A párt pedig az akkori elképzelések szerint beolvadt volna a Régiók Pártjába, erre végül nem került sor.
Bohoszlovszka 2009. május 25-én bejelentette, hogy kilép a Régiók Pártjából és indul a 2010-es ukrajnai elnökválasztáson. A Régiók Pártja frakciójának tagja maradt, ahonnan azonban 2009. június 9-én kizárták. Kampányát Viktor Pincsuk befolyásos ukrán üzletember támogatta, média-hátterét pedig a Pincsuk érdekeltségébe tartozó ICTV jelentette. Kampányát a populista szólamok (pl. a munka becsülete) és Julija Timosenko kormányfő bírálata jellemezte. A választáson a szavazatok mindössze 0,41%-át kapta meg, ezzel nem jutott be a második fordulóba.

### Magánélete
Bohoszlovszka férjezett, egy lánya és egy unokája van.

## Külső hivatkozások
- Inna Bohoszlovszka hivatalos honlapja (ukránul és oroszul)
- A Vicse párt honlapja (ukránul, angolul és oroszul)
- Inna Bohoszlovszka képviselői adatlapja (1998–2002) az Ukrán Legfelsőbb Tanács honlapján (ukránul)
- Inna Bohoszlovszka képviselői adatlapja (2007-től) az Ukrán Legfelsőbb Tanács honlapján (ukránul)